# 1964年のアメリカ空軍T-39機の撃墜事件
1964年のアメリカ空軍T-39機の撃墜事件は、冷戦の最中の1964年1月28日に、訓練中であったアメリカ空軍の非武装のT-39 セイバーライナー機が、東ドイツのエアフルトでソビエト空軍のMiG-19戦闘機に撃墜された事件である。当該機の乗員はジェラルド・ハナフォード中佐（Gerald K. Hannaford）、ドナルド・ミラード大尉（Donald Grant Millard）とジョン・ロレイン大尉（John F. Lorraine）の3名であった。この3名全員死亡というのは、冷戦の最中の数少ない直接的な要因での死亡者となった。

## 背景
第二次世界大戦の終結による脅威の停止に続いて・アメリカ合衆国・カナダ・ヨーロッパの西側諸国と、ソビエト・ブロックの間で冷戦として知られることになる情勢が醸し出されていた。アメリカ合衆国とソビエト連邦の間の緊張は鉄のカーテンの境界線地帯、特に西ドイツと東ドイツで感じられ、この期間のこの2大超大国間の関係は敵対的な態度、諜報活動や数多くの事件による人的物的損失により特徴づけられていた。これらの中で最も有名なものは1960年5月に発生したフランシス・ゲーリー・パワーズ操縦のロッキード U-2スパイ機がソ連上空で撃墜された事件であった。

## 事件
1964年1月28日。アメリカ空軍第7101航空基地航空団所属の非武装のCT-39A-1-NO セイバーライナー 双発ジェット練習機、空軍で最初のT-39機である62-4448, c/n 276-1,が定期の3時間訓練飛行に向けて14時10分に西ドイツのヴィースバーデンを出発した。練習機にはジョン・ロレイン大尉と訓練生のジェラルド・ハナフォード中佐、ドナルド・ミラード大尉の3名が搭乗していた。ロレインは有資格の教官である一方、ハナフォードとミラードの両名は他機種の操縦経験はあったもののT-39の操縦資格を取得するための訓練中であった。
離陸後47分までは飛行は順調に進んでいたが、アメリカの防空基地はレーダー画面上にブリップ(輝点)が現れるのに気付いた。ブリップは時速500マイル(800km/h)の速度で東ドイツの方へ急速に移動していた。誤った飛行経路を修正しようと、各々の基地は空軍が使用するものとソ連側も傍受している国際緊急無線周波数で当該機へ呼びかけた。T-39機への繰り返しの呼びかけに応答は無かった。T-39機の無線装置が機能しておらず搭乗員達は応答ができないらしかった。
T-39機は国境を越えて東ドイツ領内に入った。5分以内に当該機の周辺に2つのブリップが現れ、11分の間3機の航空機を表すブリップは東の方向へ移動していった。その後2つのブリップは唐突に西へ変針し、1つのブリップが消えた。T-39機の飛行を監視していたアメリカ側の人員は何が起こったのかを測りかねていたが、後刻国境から50 miles (80 km)の距離にあるフォーゲルスベルクの住民が、機関銃や機関砲の発砲音を聞き航空機が墜落するのを目撃したという報告が入ってきた。事件は15時14分頃に発生したと信じられている。
17時にベルリンのアメリカ軍事連絡部（USMLM）は、アメリカ軍航空機搭乗員の捜索救難活動に備えて待機を命じられた。18時に捜索班はベルリンから東ドイツのエアフルトへ向けて出発した。USMLMの指揮官はヒューブナー＝マリーニン協定(Huebner–Malinin Agreement)に基づき、19時15分にソ連側の対応部署に対して機体の発見と生存者の救出の援助を要請した。
20時に捜索の第2班がベルリンを出発したが、それとほぼ同じ頃に第1班はエアフルトの北20 kilometers (12 mi)の墜落現場に到着した。第1班は東ドイツの民間人からアメリカの航空機が墜落、炎上して搭乗員は死亡したという報告を受けていた。夜間にもかかわらずアメリカの捜索班は機体に接近しようと試みたが、幾度も現場のソ連側武装人員に追い払われた。彼らは如何なる航空機の墜落も否定し、アメリカ側の2つの捜索班は1月29日14時に解放されるまで短時間の間抑留された。

## 影響
1月29日にアメリカ合衆国国務省は、ソ連が非武装の航空機を撃墜し、不必要に3名のアメリカ軍士官の死を招いたことを非難した。ディーン・ラスク国務長官はこの行為を「ショッキングで無意味な行動」と呼んだ。ソ連の通信社タス通信の報道によると、モスクワは当該機が東ドイツ領空を侵犯し、信号にも答えなかったため、その後に警告射撃を行ったと主張した。ソ連側は自分たちがアメリカ機を撃墜する手段を取らざるを得なかったと言った。
1月30日に、ソ連はアメリカ側の人間の墜落現場への立ち入りを許可した。これは翌日のことであり、後に搭乗員3名の遺体はメリーランド州のアンドリュー空軍基地を経由して返還された。カーチス・ルメイ将軍が遺体を運んで帰ってきた機体を出迎え、軍葬の式典に参加した。機体の残骸も回収されて、1964年2月1日にベルリンへ持ち帰られた。

## 慰霊

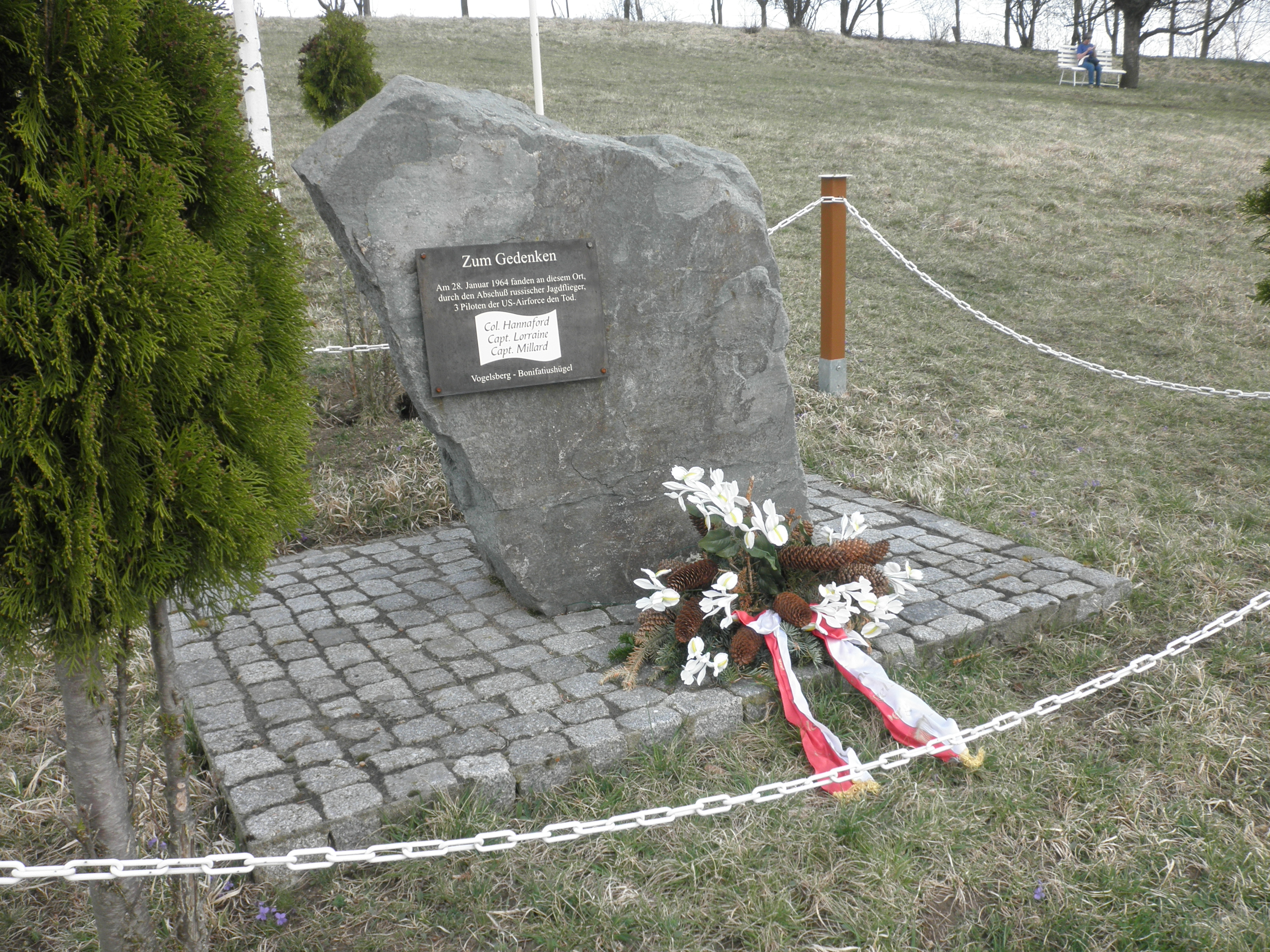
フォーゲルスベルク近くの墜落現場にある慰霊碑

鉄のカーテンが取り払われるとテューリンゲン州のフォーゲルスベルクの街近くの住民により3名の搭乗員の慰霊碑が建立された。

## 参照
脚注
1. ↑  “Factsheets : North American T-39A Sabreliner”.   Nationalmuseum.af.mil. 2010年10月6日時点のオリジナルよりアーカイブ。2010年4月13日閲覧。
2. 1 2 3 4 5 6 7 8 9  “T-39 Aircraft Incident”.   Western-allies-berlin.com (1964年1月28日). 2010年4月13日閲覧。
3. ↑  Aviation Safety Network Retrieved on 27 October 2011
4. 1 2 3 4 5 6  “Cold War: Cold Blooded Murder”. Time (1964年2月7日). 2010年4月17日閲覧。
5. ↑  Blainey 2005, pp. 274–277
6. ↑  Blainey 2005, pp. 344–345
7. ↑  https://asn.flightsafety.org/asndb/332964
8. ↑  http://www.joebaugher.com/usaf_serials/1962.html
9. ↑  “Red Attack on U.S. Jet: Three Americans Killed in Unarmed Trainer Crash”. The Spokesman Review (1964年1月30日). 2010年4月17日閲覧。
10. ↑  “US to Fly Bodies of Airmen Home”. The Milwaukee Journal (1964年2月5日). 2010年4月17日閲覧。
11. ↑  “Soviets Admit Downing U.S. Plane”. St. Petersburg Times (1964年1月29日). 2010年4月17日閲覧。 [リンク切れ]
12. ↑  “Cold War Casualties Cry Out For Commemoration”. VFW Magazine (2004年5月). 2010年4月17日閲覧。
13. ↑  “A Cold Night in Erfurt”.   usmlm.org. 2010年4月17日閲覧。

出典
- Blainey, Geoffrey (2005). A Short History of the 20th century. Camberwell, Victoria: Viking. ISBN 0-670-04273-0